# Hemilea kalopanacis
Hemilea kalopanacis är en tvåvingeart som först beskrevs av Ito 1984.  Hemilea kalopanacis ingår i släktet Hemilea och familjen borrflugor. Inga underarter finns listade i Catalogue of Life.